# Fehér tok
A fehér tok (Acipenser transmontanus) a csontos halak (Osteichthyes) főosztályának a sugarasúszójú halak (Actinopterygii) osztályába, ezen belül a tokalakúak (Acipenseriformes) rendjéhbe és a valódi tokfélék (Acipenseridae) családjába tartozó faj.

## Előfordulása
A fehér tok Kanadában, Brit Columbia területén, és az Amerikai Egyesült Államokban, Alaszka, Kalifornia, Idaho, Montana, Oregon és Washington államokban őshonos. A Csendes-óceánba is leúszik, Alaszkától Kaliforniáig.
A legnagyobb fehér tok állomány USA nyugati partján, a Sacramento-San Joaquin és Columbia-Snake River vízgyűjtő területein van. A faj még megtalálható a Kootenai folyóban, a Fraser folyó torkolatánál és a Columbia folyóban a Hugh Keenleyside-gát és a kanadai-USA-i határt képező folyószakasz között.
A halakra erősített műholdas megfigyelők által végzett mérések szerint a fehér tokok egyik folyóból a másikba vándorolnak.

## Megjelenése
A fehér tok Észak-Amerika legnagyobb édesvízi hala. Legnagyobb példányát, amely körülbelül 682 kilogrammot nyomott, 1898-ban az idahoi Snake folyóból halászták ki. Az édesvízi alakok kisebb méretűek, mint a vándor formák.

## Életmódja
A legtöbb példány anadrom, de vannak teljesen édesvízi alakok is.

## Képek

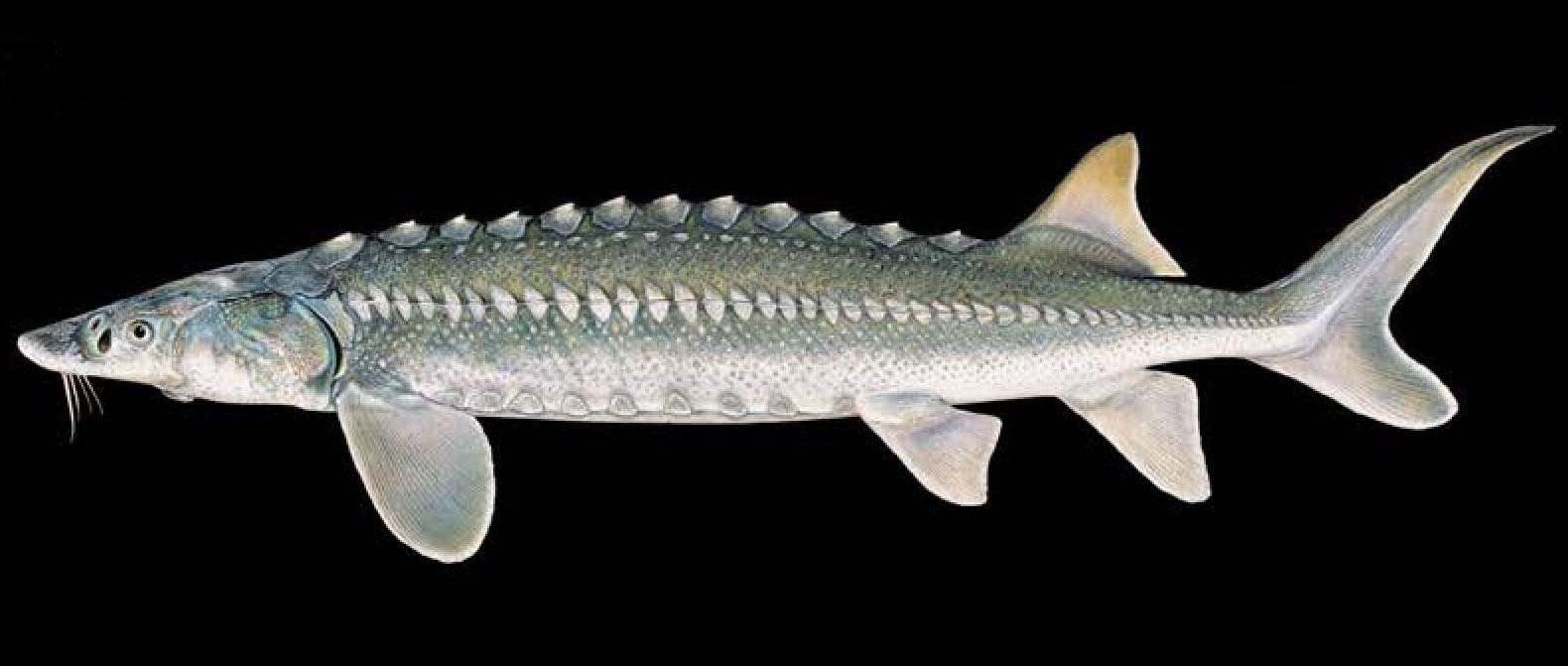
Kifogott példány
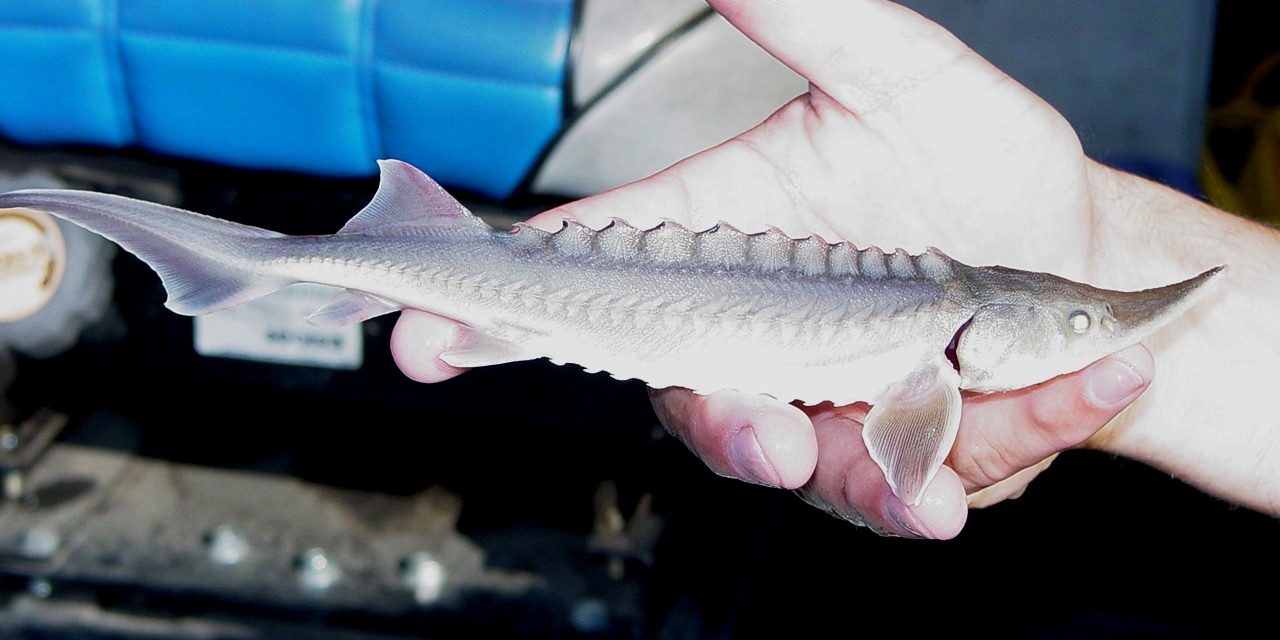
Az ember kezében
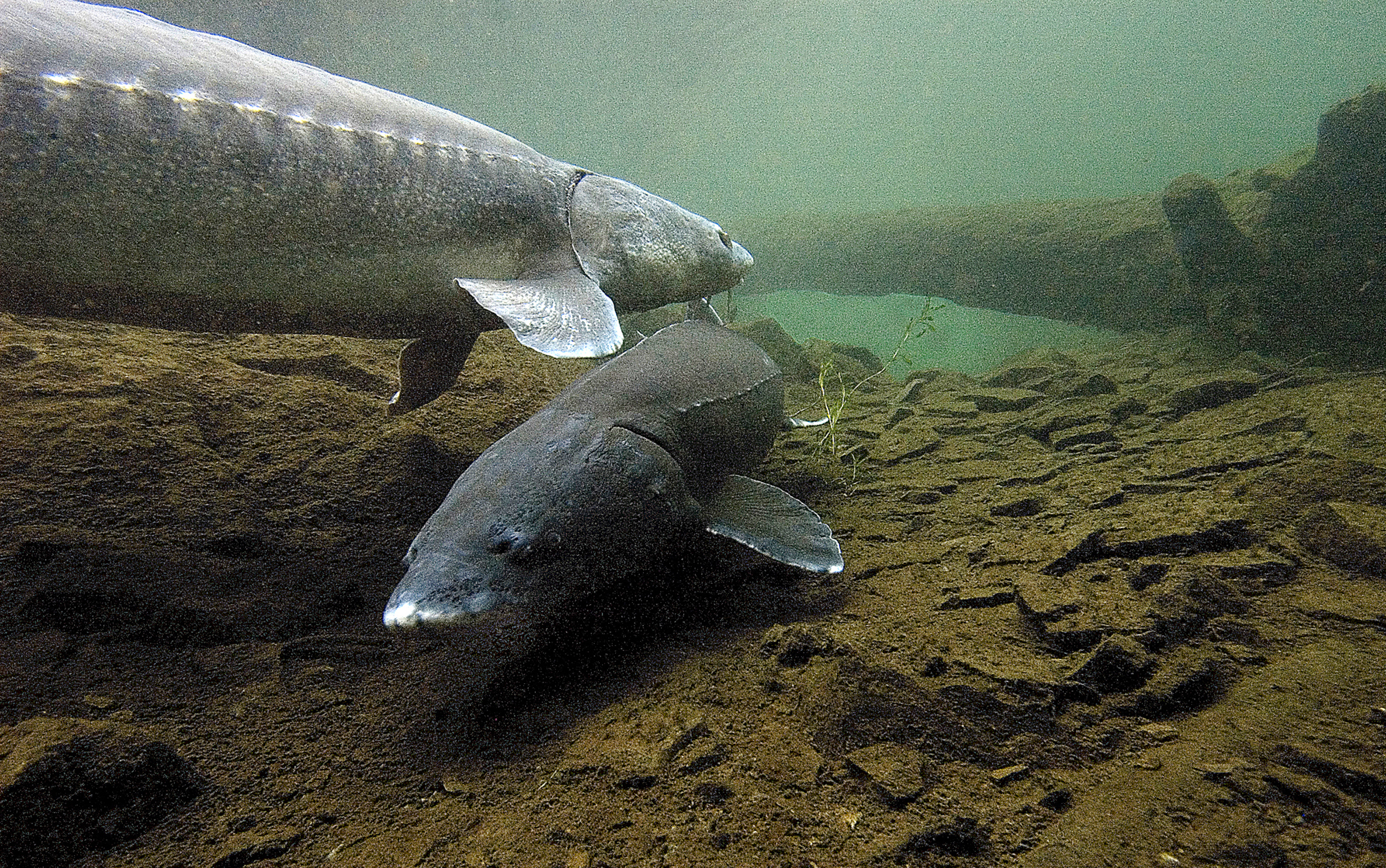
Akváriumban
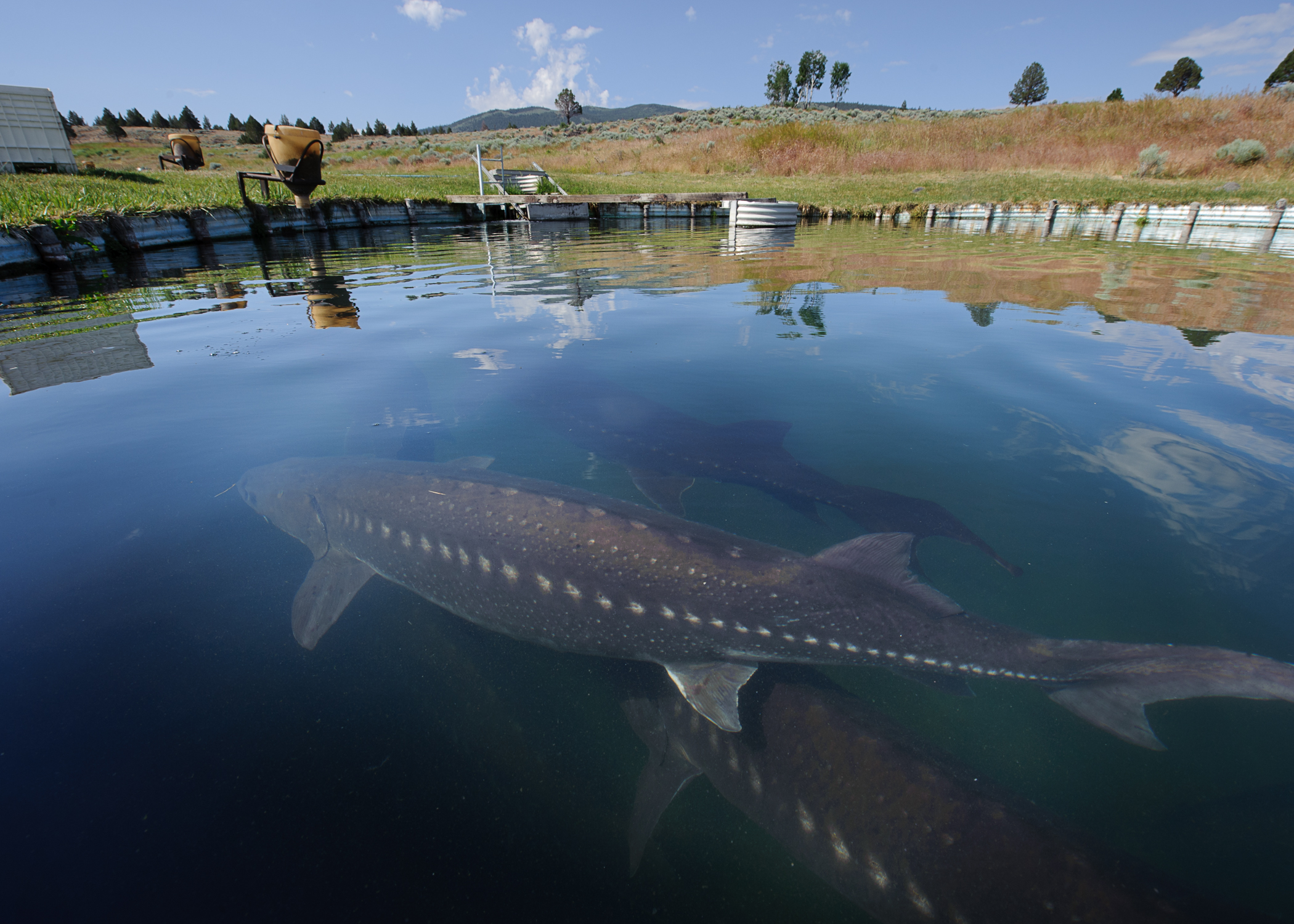
Ikrájáért tenyésztett példány